# فهرست گل‌های ملی رابین ون پرسی
رابین ون پرشی فوتبالیست حرفه ای بازنشسته هلندی است که در پست مهاجم بازی می‌کرد. او در ژوئن ۲۰۰۵ اولین بازی خود را برای کشورش انجام داد و در پیروزی ۲–۰ مقابل رومانی به عنوان جانشین رود فن نیستلروی در درون تیم قرار گرفت. نخستین گل ملی وی در دیدار بعدی برابر فنلاند در هلسینکی در جریان رقابت‌های انتخابی جام جهانی ۲۰۰۶، به ثمر رساند. ون پرسی آخرین بازی خود برای هلند را در اوت سال ۲۰۱۷ در مقابل فرانسه انجام داد.

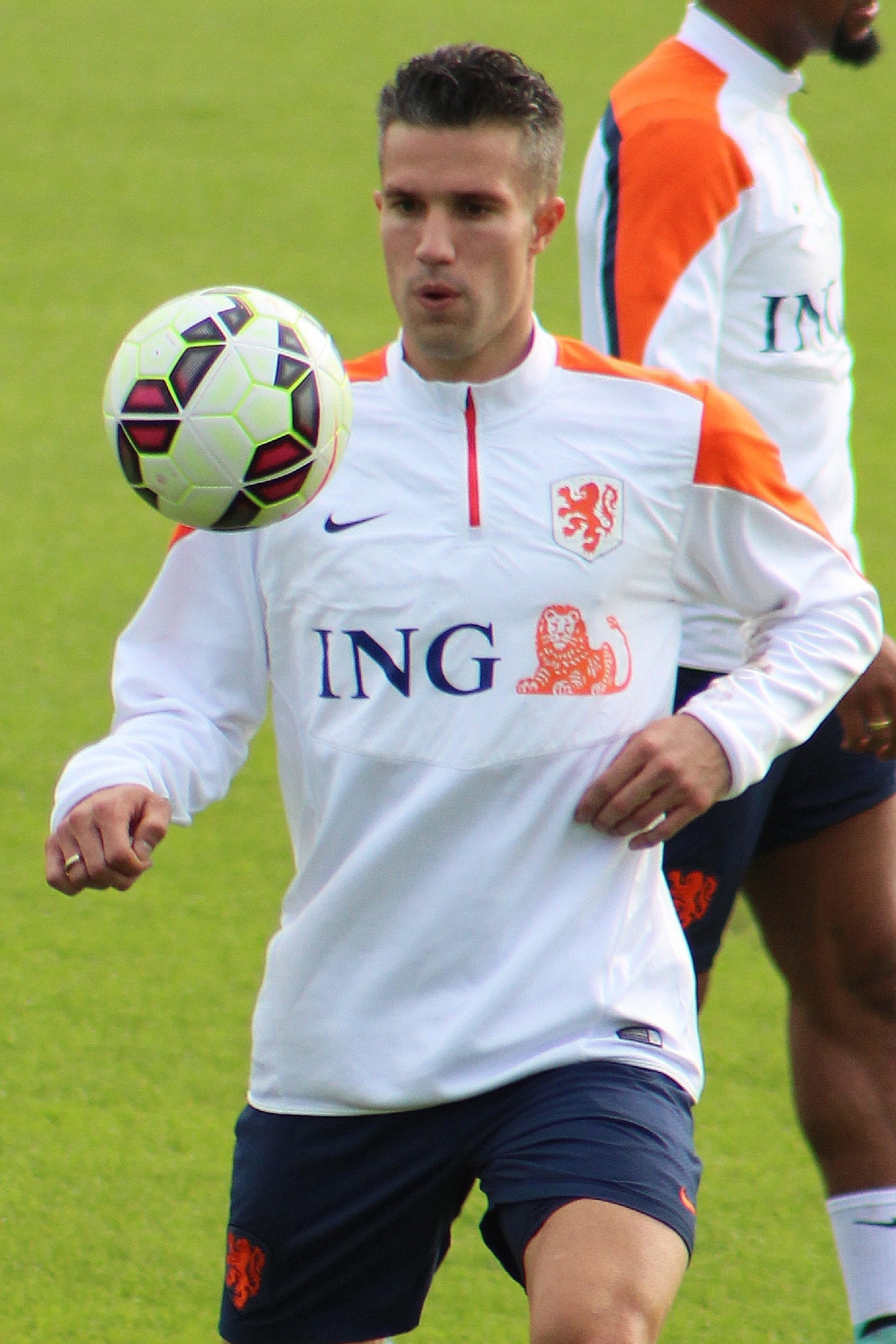
رابین ون پرسی در ۱۰۲ بازی برای هلند ۵۰ گل به ثمر رساند.

ون پرسی در طول بازیهای ملی خود دو هت تریک داشته‌است. در سپتامبر ۲۰۱۱، وی در پیروزی ۱۱–۰ مقابل سان مارینو در مقدماتی جام ملت‌های اروپا ۲۰۱۲، چهار گل به ثمر رساند. او همچنین در مرحله انتخابی جام جهانی ۲۰۱۴ مقابل مجارستان در یک پیروزی ۸–۱ در اکتبر ۲۰۱۳، سه گل به ثمر رساند. ون پرسی برابر مجارستان شش گل به ثمر رسانده‌است. بیست گل او در ورزشگاه یوهان کرایف آرنا به ثمر رسید.
ون پرسی پانزده گل در بازیهای دوستانه به ثمر رسانده‌است. وی در رقابت‌های مقدماتی جام جهانی و جام ملت‌های اروپا سیزده گل به ثمر رسانده‌است.

## گلهای ملی
| Penalty | گل از روی ضربه پنالتی به ثمر رسیده‌است |

| تعداد | بازی | تاریخ           | میزبان                              | رقیب          | زده | پایان | رقابت                          | منبع   |
| ----- | ---- | --------------- | ----------------------------------- | ------------- | --- | ----- | ------------------------------ | ------ |
| ۱.    | ۲    | ۸ ژوئن ۲۰۰۵     | ورزشگاه المپیک هلسینکی، هلسینکی     | فنلاند        | ۰-۴ | ۰–۴   | مقدماتی جام جهانی ۲۰۰۶ (اروپا) | [ ۷ ]  |
| ۲.    | ۱۲   | ۱۶ ژوئن ۲۰۰۶    | ورزشگاه مرسدس بنز آرنا، اشتوتگارت   | ساحل عاج      | ۰-۱ | ۱–۲   | جام جهانی ۲۰۰۶                 | [ ۸ ]  |
| ۳.    | ۱۵   | ۱۶ اوت ۲۰۰۶     | ورزشگاه لنزداون رود، دوبلین         | جمهوری ایرلند | ۰-۴ | ۰–۴   | دوستانه                        | [ ۹ ]  |
| ۴.    | ۱۷   | ۶ سپتامبر ۲۰۰۶  | ورزشگاه فیلیپس، آیندهوون            | بلاروس        | ۰-۱ | ۰–۳   | مقدماتی جام ملت‌های اروپا ۲۰۰۸  | [ ۱۰ ] |
| ۵.    | ۱۷   | ۶ سپتامبر ۲۰۰۶  | ورزشگاه فیلیپس، آیندهوون            | بلاروس        | ۰-۲ | ۰–۳   | مقدماتی جام ملت‌های اروپا ۲۰۰۸  | [ ۱۰ ] |
| ۶.    | ۱۸   | ۷ اکتبر ۲۰۰۶    | ورزشگاه ملی واسیل لوسکی، صوفیه      | بلغارستان     | ۱-۱ | ۱–۱   | مقدماتی جام ملت‌های اروپا ۲۰۰۸  | [ ۱۱ ] |
| ۷.    | ۱۹   | ۱۱ اکتبر ۲۰۰۶   | ورزشگاه یوهان آرنا، آمستردام        | آلبانی        | ۰-۱ | ۱–۲   | مقدماتی جام ملت‌های اروپا ۲۰۰۸  | [ ۱۲ ] |
| ۸.    | ۲۶   | ۱۳ ژوئن ۲۰۰۸    | ورزشگاه سوئیس، برن                  | فرانسه        | ۰-۲ | ۱–۴   | جام ملت‌های اروپا ۲۰۰۸          | [ ۱۳ ] |
| ۹.    | ۲۷   | ۱۷ ژوئن ۲۰۰۸    | ورزشگاه سوئیس، برن                  | رومانی        | ۰-۲ | ۰–۲   | جام ملت‌های اروپا ۲۰۰۸          | [ ۱۴ ] |
| ۱۰.   | ۲۹   | ۲۰ اوت ۲۰۰۸     | آرزددی آرنا، مسکو                   | روسیه         | ۰-۱ | ۱–۱   | دوستانه                        | [ ۱۵ ] |
| ۱۱.   | ۳۳   | ۱۹ نوامبر ۲۰۰۸  | ورزشگاه یوهان آرنا، آمستردام        | سوئد          | ۰-۱ | ۱–۳   | دوستانه                        | [ ۱۶ ] |
| ۱۲.   | ۳۳   | ۱۹ نوامبر ۲۰۰۸  | ورزشگاه یوهان آرنا، آمستردام        | سوئد          | ۱-۳ | ۱–۳   | دوستانه                        | [ ۱۶ ] |
| ۱۳.   | ۳۵   | ۲۸ مارس ۲۰۰۹    | ورزشگاه یوهان آرنا، آمستردام        | اسکاتلند      | ۰-۲ | ۰–۳   | مقدماتی جام جهانی ۲۰۱۰         | [ ۱۷ ] |
| ۱۴.   | ۳۹   | ۵ سپتامبر ۲۰۰۹  | ورزشگاه د گروولش وست , انسخده       | ژاپن          | ۰-۱ | ۰–۳   | دوستانه                        | [ ۱۸ ] |
| ۱۵.   | ۴۲   | ۲۶ مه ۲۰۱۰      | ورزشگاه شوارتزوالد، فرایبورگ        | مکزیک         | ۰-۱ | ۱–۲   | دوستانه                        | [ ۱۹ ] |
| ۱۶.   | ۴۲   | ۲۶ مه ۲۰۱۰      | ورزشگاه شوارتزوالد، فرایبورگ        | مکزیک         | ۰-۲ | ۱–۲   | دوستانه                        | [ ۱۹ ] |
| ۱۷.   | ۴۳   | ۱ ژوئن ۲۰۱۰     | ورزشگاه دکویپ، روتردام              | غنا           | ۱-۴ | ۱–۴   | دوستانه                        | [ ۲۰ ] |
| ۱۸.   | ۴۴   | ۵ ژوئن ۲۰۱۰     | ورزشگاه یوهان آرنا، آمستردام        | مجارستان      | ۱-۱ | ۱–۶   | دوستانه                        | [ ۲۱ ] |
| ۱۹.   | ۴۷   | ۲۴ ژوئن ۲۰۱۰    | ورزشگاه کیپ تاون، کیپ‌تاون           | کامرون        | ۰-۱ | ۱–۲   | جام جهانی ۲۰۱۰                 | [ ۲۲ ] |
| ۲۰.   | ۵۳   | ۲۵ مارس ۲۰۱۱    | ورزشگاه فرنتس پوشکاش، بوداپست       | مجارستان      | ۰-۴ | ۰–۴   | مقدماتی جام ملت‌های اروپا ۲۰۱۲  | [ ۲۳ ] |
| ۲۱.   | ۵۴   | ۲۹ مارس ۲۰۱۱    | ورزشگاه یوهان آرنا، آمستردام        | مجارستان      | ۰-۱ | ۳–۵   | مقدماتی جام ملت‌های اروپا ۲۰۱۲  | [ ۲۴ ] |
| ۲۲.   | ۵۷   | ۲ سپتامبر ۲۰۱۱  | ورزشگاه فیلیپس، آیندهوون            | سان مارینو    | ۰-۱ | ۰–۱۱  | مقدماتی جام ملت‌های اروپا ۲۰۱۲  | [ ۲۵ ] |
| ۲۳.   | ۵۷   | ۲ سپتامبر ۲۰۱۱  | ورزشگاه فیلیپس، آیندهوون            | سان مارینو    | ۰-۶ | ۰–۱۱  | مقدماتی جام ملت‌های اروپا ۲۰۱۲  | [ ۲۵ ] |
| ۲۴.   | ۵۷   | ۲ سپتامبر ۲۰۱۱  | ورزشگاه فیلیپس، آیندهوون            | سان مارینو    | ۰-۷ | ۰–۱۱  | مقدماتی جام ملت‌های اروپا ۲۰۱۲  | [ ۲۵ ] |
| ۲۵.   | ۵۷   | ۲ سپتامبر ۲۰۱۱  | ورزشگاه فیلیپس، آیندهوون            | سان مارینو    | ۰-۹ | ۰–۱۱  | مقدماتی جام ملت‌های اروپا ۲۰۱۲  | [ ۲۵ ] |
| ۲۶.   | ۶۳   | ۲۶ مه ۲۰۱۲      | ورزشگاه یوهان آرنا، آمستردام        | بلغارستان     | ۰-۱ | ۲–۱   | دوستانه                        | [ ۲۶ ] |
| ۲۷.   | ۶۵   | ۲ ژوئن ۲۰۱۲     | ورزشگاه یوهان آرنا، آمستردام        | ایرلند شمالی  | ۰-۱ | ۰–۶   | دوستانه                        | [ ۲۷ ] |
| ۲۸.   | ۶۵   | ۲ ژوئن ۲۰۱۲     | ورزشگاه یوهان آرنا، آمستردام        | ایرلند شمالی  | ۰-۳ | ۰–۶   | دوستانه                        | [ ۲۷ ] |
| ۲۹.   | ۶۷   | ۱۳ ژوئن ۲۰۱۲    | ورزشگاه متالیست، خارکوف             | آلمان         | ۲-۱ | ۲–۱   | جام ملت‌های اروپا ۲۰۱۲          | [ ۲۸ ] |
| ۳۰.   | ۶۹   | ۷ سپتامبر ۲۰۱۲  | ورزشگاه یوهان آرنا، آمستردام        | ترکیه         | ۰-۱ | ۰–۲   | مقدماتی جام جهانی ۲۰۱۴         | [ ۲۹ ] |
| ۳۱.   | ۷۱   | ۱۶ اکتبر ۲۰۱۲   | ورزشگاه ملی رومانی، بخارست          | رومانی        | ۱-۴ | ۱–۴   | مقدماتی جام جهانی ۲۰۱۴         | [ ۳۰ ] |
| ۳۲.   | ۷۳   | ۲۲ مارس ۲۰۱۳    | ورزشگاه یوهان آرنا، آمستردام        | استونی        | ۰-۲ | ۰–۳   | مقدماتی جام جهانی ۲۰۱۴         | [ ۳۱ ] |
| ۳۳.   | ۷۴   | ۲۶ مارس ۲۰۱۳    | ورزشگاه یوهان آرنا، آمستردام        | رومانی        | ۰-۲ | ۰–۴   | مقدماتی جام جهانی ۲۰۱۴         | [ ۳۲ ] |
| ۳۴.   | ۷۴   | ۲۶ مارس ۲۰۱۳    | ورزشگاه یوهان آرنا، آمستردام        | رومانی        | ۰-۳ | ۰–۴   | مقدماتی جام جهانی ۲۰۱۴         | [ ۳۲ ] |
| ۳۵.   | ۷۶   | ۱۱ ژوئن ۲۰۱۳    | ورزشگاه کارگران، پکن                | چین           | ۰-۱ | ۰–۲   | دوستانه                        | [ ۳۳ ] |
| ۳۶.   | ۷۸   | ۶ سپتامبر ۲۰۱۳  | ورزشگاه آ. له کوک آرنا، تالین       | استونی        | ۲-۲ | ۲–۲   | مقدماتی جام جهانی ۲۰۱۴         | [ ۳۴ ] |
| ۳۷.   | ۷۹   | ۱۰ سپتامبر ۲۰۱۳ | ورزشگاه عمومی آندورا، آندورا لا ولا | آندورا        | ۰-۱ | ۰–۲   | مقدماتی جام جهانی ۲۰۱۴         | [ ۳۵ ] |
| ۳۸.   | ۷۹   | ۱۰ سپتامبر ۲۰۱۳ | ورزشگاه عمومی آندورا، آندورا لا ولا | آندورا        | ۰-۲ | ۰–۲   | مقدماتی جام جهانی ۲۰۱۴         | [ ۳۵ ] |
| ۳۹.   | ۸۰   | ۱۱ اکتبر ۲۰۱۳   | ورزشگاه یوهان آرنا، آمستردام        | مجارستان      | ۰-۱ | ۱–۸   | مقدماتی جام جهانی ۲۰۱۴         | [ ۳۶ ] |
| ۴۰.   | ۸۰   | ۱۱ اکتبر ۲۰۱۳   | ورزشگاه یوهان آرنا، آمستردام        | مجارستان      | ۰-۴ | ۱–۸   | مقدماتی جام جهانی ۲۰۱۴         | [ ۳۶ ] |
| ۴۱.   | ۸۰   | ۱۱ اکتبر ۲۰۱۳   | ورزشگاه یوهان آرنا، آمستردام        | مجارستان      | ۱-۵ | ۱–۸   | مقدماتی جام جهانی ۲۰۱۴         | [ ۳۶ ] |
| ۴۲.   | ۸۳   | ۱۷ مه ۲۰۱۴      | ورزشگاه یوهان آرنا، آمستردام        | اکوادور       | ۱-۱ | ۱–۱   | دوستانه                        | [ ۳۷ ] |
| ۴۳.   | ۸۴   | ۳۱ مه ۲۰۱۴      | ورزشگاه دکویپ، روتردام              | غنا           | ۰-۱ | ۰–۱   | دوستانه                        | [ ۳۸ ] |
| ۴۴.   | ۸۶   | ۱۳ ژوئن ۲۰۱۴    | ورزشگاه ایتایپاوا آرنا، سالوادور    | اسپانیا       | ۱-۱ | ۱–۵   | جام جهانی ۲۰۱۴                 | [ ۳۹ ] |
| ۴۵.   | ۸۶   | ۱۳ ژوئن ۲۰۱۴    | ورزشگاه ایتایپاوا آرنا، سالوادور    | اسپانیا       | ۱-۴ | ۱–۵   | جام جهانی ۲۰۱۴                 | [ ۳۹ ] |
| ۴۶.   | ۸۷   | ۱۸ ژوئن ۲۰۱۴    | ورزشگاه بیرا ریو، پورتو آلگری       | استرالیا      | ۲-۲ | ۲–۳   | جام جهانی ۲۰۱۴                 | [ ۴۰ ] |
| ۴۷.   | ۹۱   | ۱۲ ژوئیه ۲۰۱۴   | ورزشگاه گارینشا، برازیلیا           | برزیل         | ۰-۱ | ۰–۳   | جام جهانی ۲۰۱۴                 | [ ۴۱ ] |
| ۴۸.   | ۹۴   | ۱۰ اکتبر ۲۰۱۴   | ورزشگاه یوهان آرنا، آمستردام        | قزاقستان      | ۱-۳ | ۱–۳   | مقدماتی جام ملت‌های اروپا ۲۰۱۶  | [ ۴۲ ] |
| ۴۹.   | ۹۶   | ۱۶ نوامبر ۲۰۱۴  | ورزشگاه یوهان آرنا، آمستردام        | لتونی         | ۰-۱ | ۰–۶   | مقدماتی جام ملت‌های اروپا ۲۰۱۶  | [ ۴۳ ] |
| ۵۰.   | ۱۰۱  | ۱۳ اکتبر ۲۰۱۵   | ورزشگاه یوهان آرنا، آمستردام        | چک            | ۳-۲ | ۳–۲   | مقدماتی جام ملت‌های اروپا ۲۰۱۶  | [ ۴۴ ] |

## آمار کلی

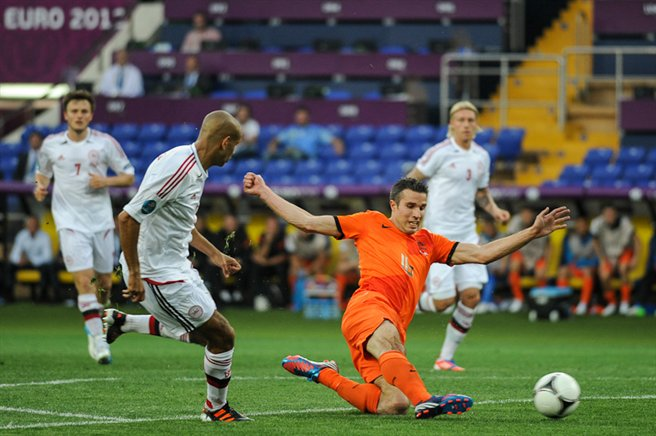
ون پرسی در جام ملت‌های اروپا ۲۰۱۲ مقابل دانمارک

| سال   | ب   | گلها |
| ----- | --- | ---- |
| ۲۰۰۵  | ۷   | ۱    |
| ۲۰۰۶  | ۱۲  | ۶    |
| ۲۰۰۷  | ۴   | ۰    |
| ۲۰۰۸  | ۹   | ۵    |
| ۲۰۰۹  | ۸   | ۲    |
| ۲۰۱۰  | ۱۱  | ۵    |
| ۲۰۱۱  | ۹   | ۶    |
| ۲۰۱۲  | ۱۰  | ۷    |
| ۲۰۱۳  | ۱۰  | ۱۰   |
| ۲۰۱۴  | ۱۵  | ۸    |
| ۲۰۱۵  | ۵   | ۱    |
| ۲۰۱۶  | ۰   | ۰    |
| ۲۰۱۷  | ۱   | ۰    |
| مجموع | ۱۰۲ | ۵۰   |

| رقابت                    | گلها |
| ------------------------ | ---- |
| دوستانه                  | ۱۵   |
| مقدماتی جام جهانی        | ۱۳   |
| مقدماتی جام ملت‌های اروپا | ۱۳   |
| مسابقات جام جهانی        | ۶    |
| جام ملت‌های اروپا         | ۳    |
| مجموع                    | ۵۰   |